# Bristol 410
Bristol 410 — лімузин британської компанії Bristol Cars Ltd. 1967–1969 років, який прийшов на заміну моделі Bristol 409 і був збудований на основі її шасі. Випускався з кузовом 2-дверне купе. Її замінила модель Bristol 411.

## Конструкція
Компанія Bristol що два роки випускала нову модель, але згідно концепції правління компанії розвитку малими кроками, вони отримували певні зміни у порівнянні з попередньою моделлю, використовуючи старі перевірені часом конструктивні рішення, зокрема шасі. Представлена восени 1967 модель 410 зовні відрізнялась від попередньої широкою решіткою радіатора, більш аеродинамічною формою капоту, розміщенням фар. Машина отримала менші колеса, що понизило її центр ваги і зробило більш стійкою на дорозі. Була дещо модернізована гальмівна система. Підсилювач керма став стандартним оснащенням моделі 410, що отримала важіль перемикання швидкостей замість системи кнопок, що приводила до аварій.
Було продано 79 машин за ціною 5600 фунтів.